# Bispo de Southwell e Nottingham
O Bispo de Southwell e Nottingham é o bispo diocesano da Diocese de Southwell e Nottingham da Igreja da Inglaterra, na Província de Iorque.
A diocese cobre 847 milhas quadradas (2.190 km2), incluindo todo o Nottinghamshire e uma pequena área de South Yorkshire. A sé fica na cidade de Southwell, onde a sede está localizada na Catedral e Igreja Colegiada da Bem-Aventurada Virgem Maria (também conhecida como Southwell Minster), que foi elevada ao status de catedral em 1884. A residência do bispo é Bishop's Manor, Southwell - no recinto do minster.
A diocese foi criada em 1884. Até 2005 era conhecida simplesmente pelo nome "Southwell"; Nottingham foi adicionado ao título naquele ano. O atual bispo é Paul Williams, cuja eleição foi confirmada em 11 de maio de 2015. Existem 314 edifícios de igrejas na Diocese.
O bispo é auxiliado pelo bispo sufragâneo de Sherwood, sendo o atual titular Andy Emerton.

## Lista de bispos
| Bispos de Southwell              | Bispos de Southwell   | Bispos de Southwell | Bispos de Southwell |
| De                               | Até                   | Titular             | Notas |
| -------------------------------- | --------------------- | ------------------- | --- |
| 1884                             | 1904                  | George Ridding      | Ex-diretor do Winchester College.                                                                                                  |
| 1904                             | 1925                  | Edwyn Hoskyns       | Morreu no cargo. |
| 1926                             | 1928                  | Bernard Heywood     | Renunciou por problemas de saúde; tornou-se bispo assistente em Iorque, depois bispo sufragâneo de Hull e mais tarde bispo de Ely. |
| 1928                             | 1941                  | Henry Mosley        | Ex-bispo de Stepney. |
| 1941                             | 1964                  | Russell Barry       | |
| 1964                             | 1970                  | Gordon Savage       | Ex-bispo de Buckingham. |
| 1970                             | 1985                  | Denis Wakeling      | |
| 1985                             | 1988                  | Michael Whinney     | Ex-bispo de Aston. |
| 1988                             | 1999                  | Patrick Harris      | Ex-bispo do norte da Argentina e secretário da Parceria para a Missão Mundial.                                                     |
| 1999                             | 2005                  | George Cassidy      | Entronizado em 11 de setembro de 1999; sé trasladada para "Southwell e Nottingham" em 2005.                                        |
| Bispos de Southwell e Nottingham |                       |                     | |
| De                               | Até                   | Titular             | Notas |
| 2005                             | 2009                  | George Cassidy      | |
| 2010                             | 20 de janeiro de 2014 | Paul Butler         | Ex-bispo de Southampton; transferido para Durham em 20 de janeiro de 2014.                                                         |
| 11 de maio de 2015               | presente              | Paul Williams       | Anteriormente bispo da área de Kensington.                                                                                         |
| Fontes(s):                       |                       |                     | |